# No More Ladies
No More Ladies (bra: Adeus Mulheres) é um filme estadunidense de 1935, do gênero comédia romântica, dirigido por Edward H. Griffith, estrelado por Joan Crawford e Robert Montgomery, e co-estrelado por Charlie Ruggles e Franchot Tone. O roteiro de Donald Ogden Stewart e Horace Jackson foi baseado na peça teatral homônima de 1934, de A. E. Thomas.
Este foi o quinto dos seis filmes que Crawford e Montgomery co-estrelaram juntos, e o quarto dos sete que ela co-estrelou com Tone.

## Sinopse
Marcia Townsend (Joan Crawford) é uma jovem socialite que divide sua casa em Nova Iorque com sua avó, Fanny Townsend (Edna May Oliver). A moça acredita firmemente que um casal deve ser fiel um ao outro, ao contrário de seus colegas que não pensam da mesma forma em relação ao amor. Ela conhece Jim (Franchot Tone), que concorda com ela sobre como um casal deve ser monogâmico e começa a tentar conquistá-la. No entanto, Marcia decide tentar conquistar Sherry (Robert Montgomery), a quem ela vê como um desafio, buscando curá-lo de sua natureza mulherenga.

## Elenco
- Joan Crawford como Marcia Townsend
- Robert Montgomery como Sherry Warren
- Charlie Ruggles como Edgar Holden
- Franchot Tone como Jim Salston
- Edna May Oliver como Fanny Townsend
- Gail Patrick como Theresa German
- Reginald Denny como Oliver
- Vivienne Osborne como Lady Diana Knowleton
- Joan Fontaine como Caroline (creditada como Joan Burfield)[5]
- Arthur Treacher como Lorde Knowleton
- David S. Horsley como James McIntyre Duffy
- Jean Chatburn como Sally French

## Produção
Rachel Crothers criou a adaptação original para a tela, mas teve seu nome removido dos créditos e ficou publicamente insatisfeita com as mudanças do estúdio em seu roteiro; outros escritores não-creditados foram Edith Fitzgerald e George Oppenheimer. A doença de Griffith o impediu de terminar o filme, então George Cukor assumiu o cargo de diretor (mas recusou ser creditado por isso).
Crawford fez o filme em seu décimo ano como atriz contratada da MGM; a produção foi a estreia cinematográfica de Joan Fontaine.

## Recepção
Andre Sennwald, em sua crítica para o The New York Times, escreveu: "A adaptação, apesar de sua ancestralidade no palco, saiu da mesma fábrica glamorosa de Forsaking All Others, da Srta. Crawford. Se é menos furiosamente malicioso do que aquele clássico moderno caprichoso, então também é um pouco menos bem-sucedido como entretenimento. Do trabalho da brigada de escritores que mexeram no roteiro, resta uma pitada de sutilezas que criam momentos de hilaridade em uma extensão de tédio e falsa sofisticação". A revista Time chamou-o de "uma perda de tempo agradável e espirituosa", retratando uma "variedade de interiores modernistas de cromo branco, uma confusão de conversas cínicas sobre coquetéis e cigarros, [e] as complicações do rico adultério ocioso". Escrevendo para o The Spectator, Graham Greene descreveu o filme como "'problema' astuto", "de segunda categoria" e "transitório", embora ele tenha elogiado a atuação de Ruggles.

### Bilheteria
De acordo com os registros da Metro-Goldwyn-Mayer, o filme arrecadou US$ 1.117.000 nacionalmente e US$ 506.000 no exterior, totalizando US$ 1.623.000 mundialmente. O retorno lucrativo da produção foi de US$ 166.000.